# Faltenmücken
Die Faltenmücken (Ptychopteridae), auch bekannt als Faltenschnaken, sind eine Familie der Zweiflügler (Diptera) und gehören zu den Mücken (Nematocera). 

## Merkmale
Die Faltenmücken sind mittelgroße, schnakenartige Mücken. Ptychoptera contaminata erreicht beispielsweise eine Körperlänge von etwa zehn Millimeter. Der Körper der Mücken ist oft bunt gezeichnet und die Flügel weisen dunkle Flecken auf. Sie besitzen sehr lange Beine und einen kurzen, dicken Rüssel. Die Flügel sind in der Ruhehaltung ausgebreitet und entlang einer speziellen Ader längsgefaltet. Faltenmücken sind Blütenbesucher und stechen nicht. Sie legen die Eier einzeln in stehendes Wasser ab.
Die Larven sind sehr schlank und besitzen eine gut ausgebildete Kopfkapsel (eucephal). Am Hinterrand der Einzelsegmente besitzen sie Kriechwülste und am Hinterleib ein Atemrohr, an dessen Spitze dicht nebeneinander die allein offenen Hinterstigmen des Tracheensystems liegen. Außerdem besitzen sie zwei Analpapillen zu Osmoregulation. Sie leben in flachem Wasser und halten sich meist senkrecht, wobei der Kopf im Sand oder Schlamm am Boden steckt und die Spitze des Atemrohres die Wasseroberfläche berührt. Das Atemrohr ist ein- und ausfahrbar und kann sich so wechselnden Tiefen anpassen. Durch Einlagerung von Kalk in die Haut wird diese wie bei den Waffenfliegenlarven (Stratiomyidae) verstärkt. Die Larven ernähren sich vor allem von Kieselalgen, die im Schlamm leben.

## Lebensweise
Die Verpuppung erfolgt ebenfalls im Wasser. Die Puppe steht dabei meist aufrecht und erreicht die Wasseroberfläche durch die Spitzen des als Röhrentrachee verlängerten Brusthörnchen, das ihr als Atmungsorgan dient. Dabei ist immer nur das rechte Atemröhrchen auf diese Weise stark verlängert, das linke ist funktionslos kurz und leicht verkrümmt.
Der Gasaustausch erfolgt durch mehrere bläschenartige Erweiterungen im Innern der Röhre.

## Systematik
Die Familie der Faltenmücken ist in Europa mit nur einer Gattung und 14 Arten vertreten.  Weltweit leben etwa 60 Arten dieser Tiergruppe, davon sind nur acht Arten aus Deutschland bekannt.
- Ptychoptera delmastroi Zwick & Starý, 2003
- Ptychoptera handlirschi (Czižek, 1919)
- Ptychoptera helena (Peus, 1958)
- Ptychoptera lacustris Meigen, 1830
- Ptychoptera longicauda (Tonnoir, 1919)
- Ptychoptera paludosa Meigen, 1804
- Ptychoptera silvicola Zwyrtek & Rozkošný, 1967
- Ptychoptera agnes Krzeminski & Zwick, 1993
- Ptychoptera albimana (Fabricius, 1787)
- Ptychoptera contaminata (Linnaeus, 1758)
- Ptychoptera hugoi Tjeder, 1968
- Ptychoptera minuta Tonnoir, 1919
- Ptychoptera obscura (Peus, 1958)
- Ptychoptera scutellaris Meigen, 1818